# Казанківський район
Каза́нківський райо́н — колишній район у Миколаївській області України, створений 7 березня 1923 року. Протягом 1965-2020 років територія існувала без змін[джерело?]. Районний центр: Казанка. 19 липня 2020 року район було ліквідовано внаслідок адміністративно-територіальної реформи.

## Загальні відомості
До складу району входили — Казанківська селищна рада та 17 сільських, 71 населених пункти. Протяжність району з півночі на південь — 110 км, зі сходу на захід 35 км.
Казанківський район межував з Кіровоградською, Дніпропетровською та Херсонською областями, Новобузьким та Березнегуватським районами Миколаївської області.
По території району проходила автомобільна траса Н11 Дніпро — Миколаїв, залізнична магістраль Херсон — Харків, аміакопровід, газопровід.
На території району проживало 22,2 тис. чоловік. Міське населення — 7,7 тис. чол. Сільське — 14,5 тис. чол. Центр району смт Казанка, лежав на берегах річки Висунь за 130 км від обласного центру м. Миколаїв. Відстань від залізничної станції Казанка — 9 км.
На території району було споруджено чотири пам'ятні знаки на честь звільнювачів, учасників Березнегувато-Снігурівської операції.

## Географія
Річки: Балка Глибока.

## Історія
Перші жителі нинішньої Володимирівки з'явилися в період інтенсивного заселення Північного Причорномор'я. Засновано село Володимирівка в серпні 1810 року переселенцями з Володимирівської губернії — звідси і назва села. За свідченнями архівних документів в 1816 році за селом було закріплено 7654 десятини землі.
В цей же час, відставний гвардії полковник Сафонов отримав 12606 десятин землі і в 1820 році переселив з Курської, Орловської, Сибірської губерній кріпосних селян, які стали першими жителями села Сафонове, названого прізвищем власника землі. Згодом до цієї назви приєдналась назва релігійного свята «Трійця», звідси і назва села Троїцько-Сафонове.
Село Дмитро — Білівка засновано в другій половині 18 століття і до 1850 року мало назву «Степанівка».
На початку 19 століття засновані села Олександрівка (до 1926 року мало назву Долгорукове), Миколо-Гулак(заселено переселенцями з Черкащини), Новофедорівка.
В 40-і роки 19 ст. Засновані села Каширівка, Миколаївка, Михайлівка.
Село Великоолександрівка виникло в зв'язку з будівництвом залізничної магістралі в 1873—1875 роках.
Село Новолазарівка засновано в 1885 році селянами — переселенцями з Тираспольського повіту.
В цей же час виникає село Скобелеве і заселяється відставними солдатами, яких поселили на казенних землях. Названо село на честь генерала М. Д. Скобелева, який відзначився в російсько-турецькій війні 1877—1878 років.
Наймолодшими селами району є Весела Балка, заснована в 1922 році переселенцями з Черкащини та село Червона Знам'янка, засноване в 1923 році теж переселенцями з Черкащини.
З 1 січня 1829 року за царським указом Казанку переведено на становище військового поселення. Майже 30 років тут панував жорстокий аракчеєвський режим. В селі стояв один з ескадронів Бузької уланської дивізії. Подальше будівництво і заселення Казанки проходило за схемою воїнських підрозділів — сотнями. Чоловіки відбували військову повинність протягом 25 років, їхні діти зараховувались у кантоністські школи. Вся влада в селі належала військовому командуванню. Життя селян регламентувалося військовими статутами. За найменшу провину їх жорстоко карали.
Після ліквідації в 1857 році військовий поселень Казанка стала державним селом. Переважна більшість державних селян користувалася мізерними наділами, урожаї з яких не забезпечували їм навіть прохарчування. У 1860 році до Казанки дійшли чутки, нібито в Криму з'явився цар і всім роздає волю. Тисячі людей, кинувши все, подалися в Таврію. Але вже по дорозі до Кривого Рога їх зупинили. Всіх повернули назад і жорстоко покарали.
Багато прибулих селян, а також місцевих жителів йшли на будівництво залізниці Харків—Миколаїв, яка проходила поблизу села. В 1867 році була споруджена залізнична станція Казанка. З відкриттям руху поїздів (1873 року) економічне життя Казанки ще більше пожвавилося. Щорічно зі станції відправлялося до Миколаєва близько 2 млн пудів зерна. Швидко розвивалося борошномельне виробництво. В селі було 58 вітряних і один паровий млин. Кожного року відбувалось по три ярмарки, торгувало понад 50 крамниць. В 1884 році тут проживало 6144 чоловіка.
Школу у селі відкрито через піввіку після його заснування, в 1849 році. Навчалися в ній переважно діти заможних селян, і то в дуже обмеженій кількості. Так, 1861 року її відвідувало всього 30 учнів, 1862 року — 36, 1863 — 54, причому серед них не було жодної дівчинки. На початку XX нц. тільки кожний десятий житель міг читати і писати. Незважаючи на швидке збільшення населення, мережа навчальних закладів розширювалася дуже повільно. 1904 року в Казанці проживало 10 400 чоловік, а в двох церковнопарафіяльних школах, земському училищі і двокласному училищі Міністерства освіти навчався 431 чоловік, тобто 30 % всіх дітей шкільного віку. В 1894 році єлисаветградські повітові збори ухвалили відкрити в Казанці бібліотеку, виділивши для цього 75 крб.. Однак цей задум так і не був здійснений. Зате в селі діяло дві православні церкви і один молитовний будинок.
Протягом цілого століття в Казанці не було навіть медичного пункту. Прийомний покій відкрився тут лише 1904року. Приміщення на чотири ліжка орендувалось у місцевого куркуля. Але вже через рік цей прийомний покій припинив своє існування. В губернській газеті «Юг» зазначалося, що Єлисаветградська повітова управа відмовилася відновити контракт по найму приміщення для казанківської приймальної палати, тому що його хазяїн став вимагати за оренду надбавки — 100 карбованців.
Перший вогник блакитного палива спалахнув в оселях мешканців с. Володимирівка у 1987 році, в мешканців смт Казанка — у 1989 році. Там розпочалася газифікація району. Сьогодні функціонує 3 автоматичних газорозподільних станції (АГРС), газифіковано 3170 індивідуальних помешкань в шести населених пунктах району: смт Казанці, с. Миколо-Гулак, Новоданилівка, с. Володимирівка, с. Олександрівка. Управління експлуатації газового господарства обслуговує сьогодні 48 км газопроводів високого тиску, 4.0 км — середнього тиску, 110,0 км низького тиску.
Газифіковано заклади освіти, культури, охорони здоров'я, бюджетні установи. На черзі — газифікація кінотеатру, дитячої музичної школи, будинку художньої творчості учнів, Олександрівської ЗОШ, населених пунктів Новофедорівської, Дмитрівської, Веселобалківської сільських рад.
Основним джерелом водозабезпечення степового краю є підземні води, які експлуатуються свердловинами, шахтними колодязями. У 1996 році було введено в експлуатацію 185 км Казанківського групового водоводу, який забезпечує питною водою 18 населених пунктів району. Побудовано 310 км розвідних мереж водопроводу, які знаходяться у комунальній власності територіальних громад.
Головним транспортним вузлом, в якому перетинаються транспортні комунікації, є смт Казанка. Існуюче розташування і густота автодорожньої мережі задовольняють потреби населення.
Район перетинає дві залізничні магістралі довжиною в межах району 40 км. Основне навантаження несе магістральний автошлях Кривий Ріг—Миколаїв довжиною 33 км. Довжина доріг по району 948 км, з них ґрунтових — 710,3 км. Основні роботи по обслуговуванню робіт несе філія «Казанківський райавтодор» ДП «Миколаївський облавтодор».
З введенням в експлуатацію у 2001 році Троїцько-Сафонівської дільничної лікарні, відновленням будівництва Казанківської ЗОШ № 1 відходять у минуле довгобуди. Люди, які присвятили своє життя наймирнішій професії на землі, вдихнули їм життя. Набирає потужності будівельна організація району — Казанківська МПМК, яка може виконувати значні обсяги будівельних робіт.
Нові школи, лікарні, газифіковані будинки — саме такі села Дмитро-Білівської, Михайлівської, Новофедорівської, Червонознам'янської, Троїцько-Сафонівської сільських рад неодноразово ставали переможцями районного огляду-конкурсу на найкращий благоустрій населеного пункту.

## Населення
Розподіл населення за віком та статтю (2001)
| Стать | Всього | До 15 років | 15-24 | 25-44 | 45-64 | 65-85 | Понад 85 |
| --- | ------ | ----------- | ----- | ----- | ----- | ----- | -------- |
| Чоловіки | 11 834 | 2544        | 1600  | 3666  | 2743  | 1235  | 46       |
| Жінки | 12 973 | 2369        | 1486  | 3227  | 3285  | 2356  | 250      |
| \| Статево-вікова піраміда \| Статево-вікова піраміда \| Статево-вікова піраміда \| \| ----------------------- \| ----------------------- \| ----------------------- \| \| Чоловіки \| Вік \| Жінки \| \| 46 \| 85 + \| 250 \| \| 67 \| 80-84 \| 223 \| \| 226 \| 75-79 \| 619 \| \| 488 \| 70-74 \| 860 \| \| 454 \| 65-69 \| 654 \| \| 819 \| 60-64 \| 1100 \| \| 435 \| 55-59 \| 585 \| \| 687 \| 50-54 \| 752 \| \| 802 \| 45-49 \| 848 \| \| 927 \| 40-44 \| 858 \| \| 931 \| 35-39 \| 837 \| \| 895 \| 30-34 \| 805 \| \| 913 \| 25-29 \| 727 \| \| 768 \| 20-24 \| 678 \| \| 832 \| 15-20 \| 808 \| \| 1095 \| 10-14 \| 994 \| \| 828 \| 5-9 \| 787 \| \| 621 \| 0-4 \| 588 \| |        |             |       |       |       |       |          |
| Статево-вікова піраміда |        |             |       |       |       |       |          |
| Чоловіки | Вік    | Жінки       |       |       |       |       |          |
| 46 | 85 +   | 250         |       |       |       |       |          |
| 67 | 80-84  | 223         |       |       |       |       |          |
| 226 | 75-79  | 619         |       |       |       |       |          |
| 488 | 70-74  | 860         |       |       |       |       |          |
| 454 | 65-69  | 654         |       |       |       |       |          |
| 819 | 60-64  | 1100        |       |       |       |       |          |
| 435 | 55-59  | 585         |       |       |       |       |          |
| 687 | 50-54  | 752         |       |       |       |       |          |
| 802 | 45-49  | 848         |       |       |       |       |          |
| 927 | 40-44  | 858         |       |       |       |       |          |
| 931 | 35-39  | 837         |       |       |       |       |          |
| 895 | 30-34  | 805         |       |       |       |       |          |
| 913 | 25-29  | 727         |       |       |       |       |          |
| 768 | 20-24  | 678         |       |       |       |       |          |
| 832 | 15-20  | 808         |       |       |       |       |          |
| 1095 | 10-14  | 994         |       |       |       |       |          |
| 828 | 5-9    | 787         |       |       |       |       |          |
| 621 | 0-4    | 588         |       |       |       |       |          |

Національний склад населення за даними перепису 2001 року:
| Національність | Кількість осіб | Відсоток |
| -------------- | -------------- | -------- |
| українці       | 20617          | 83,11 %  |
| росіяни        | 3313           | 13,36 %  |
| молдовани      | 415            | 1,67 %   |
| білоруси       | 199            | 0,80 %   |
| вірмени        | 88             | 0,35 %   |
| інші           | 175            | 0,71 %   |

Мовний склад населення за даними перепису 2001 року:
| Мова       | Кількість осіб | Відсоток |
| ---------- | -------------- | -------- |
| українська | 20149          | 81,22 %  |
| російська  | 4281           | 17,26 %  |
| молдовська | 210            | 0,85 %   |
| білоруська | 64             | 0,26 %   |
| вірменська | 51             | 0,21 %   |
| інші       | 52             | 0,21 %   |

Населення району станом на січень 2015 року налічувало 19 886 осіб, з них міського — 7 219 (власне Казанка), сільського — 12 667 осіб.

## Соціальна сфера
До послуг населення булицентральна районна лікарня та відділення:
— Дитяче, терапевтичне, хірургічне, гінекологічне, стоматологічна поліклініка, пологове, центральна поліклініка, 20 фельдшерських-акушерських пунктів, 3 дільничні лікарні, амбулаторія в с. Миколаївка.
Діти навчалися в 20 школах: ЗОШ 1-3 ступенів — 16. 1-2 ступенів — 4, аграрному ліцею, гуманітарна гімназія.
Жителі району відвідували 23 бібліотеки з загальним книжковим фондом 297340 екземплярів, 23 клуби, історичний музей, музейні кімнати в с. Троїцько-Сафонове, Новоданилівка, аграрному ліцеї.

## Промисловість
Казанківський район — сільськогосподарський, в аграрному секторі працювали: ТОВ — 17, ПП — 11, СГВК- 8, СФГ — 234, інші форми господарювання — 4
Площа сільськогосподарських угідь становила 119853 га.

## Транспорт
Автомобільні шляхи загальнодержавного і місцевого значення протяжністю
Автомобільний зв'язок з містами: Миколаїв, Кривий Ріг, Дніпропетровськ, Луганськ, Харків, Донецьк, Запоріжжя, Одеса, Кишинів, Первомайськ, Вознесенськ.
Залізничний зв'язок з містами — Миколаїв, Херсон, Харків, Полтава, Київ, Сімферополь, Севастополь, Львів, з населеними пунктами району: Великоолександрівка, Новоданилівка, селище Казанка.

## Пам'ятки
У Казанківському районі на обліку перебуває 12 пам'ятки архітектури, 48 — історії та 3 — монументального мистецтва.

### Природоохоронні території
Природоохоронні території Казанківського району.
- Степок — ботанічна пам'ятка природи загальнодержавного значення, загальна площа 11 га
- Володимирівська Дача — лісовий заказник місцевого значення, загальна площа 1283 га
- Володимирівський парк — Володимирівська лісництво, підсобне господарство. Парк-пам'ятка садово-паркового мистецтва, загальна площа 5,5 га
- Водоспад — Каширівська сільська територіальна громада, ландшафтний заказник місцевого значення, загальна площа 30,0 га
- Мокра Балка — ботанічна пам'ятка природи місцевого значення
- Скобелівська Балка — ботанічний заказник місцевого значення, загальна площа 10,0 га
- Каширове — ботанічна пам'ятка природи місцевого значення
- Мар'янівський — ботанічний заказник місцевого значення, загальна площа 0,20 га, — Лагодівська територіальна громада
- Балка Пенківська — ботанічна пам'ятка природи місцевого значення, загальна площа 21,7 га, Казанківська територіальна громада
- Рубанівський ставок — ботанічна пам'ятка природи місцевого значення, площа 15,0 га, Миколаївська територіальна громада
- Попова Дача — ландшафтний заказник місцевого значення, площа 15,0 га, Казанківська селищна територіальна громада

## Природний потенціал
Природні копалини, що розташовані на території району — великі поклади червоного граніту, який добувають, переробляють в селі Новоданилівка.
Основні породи дерев — акація біла, дуб звичайний, в'яз дрібнолистковий, сосна кримська, гледичія, каштан, платан;
Чагарники — клен татарський, порічки золотисті, бузина, ірга, скумпія, жимолость, обліпиха, верба.
Плодова порода дерев — горіх волоський, груша лісова, черешня, вишня, абрикоса, яблуня.
Тваринний світ — зайці, дикі кабани, вовки, лисиці, козулі, їжаки, кроти, польові миші, ондатри, хом'яки.
Птахи — голуби, качки, дикі гуси, нирки, лисухи, куропатви, фазани, лебеді, яструби, шуліки, чорногузи, лелеки, мартини, горобці, шпаки, ластівки, сороки, горлиці, зозулі, дятли, жайворонки, сови, синиці.
Основні сільськогосподарські культури, що вирощуються на території району:
Зернові — озима пшениця, озимий ячмінь, жито, ярий ячмінь, кукурудза, технічні — цукровий буряк, соняшник, соя, овочево-баштанні культури — капуста, помідори, огірки, картопля, морква, кавуни, дині, гарбузи, цибуля, часник, квасоля, горох.

## Політика
25 травня 2014 року відбулися Президентські вибори України. У межах Казанівського району було створено 28 виборчих дільниць. Явка на виборах складала — 56,04 % (проголосували 9 513 із 16 976 виборців). Найбільшу кількість голосів отримав Петро Порошенко — 37,62 % (3 579 виборців); Юлія Тимошенко — 14,31 % (1 361 виборців), Сергій Тігіпко — 12,50 % (1 189 виборців), Петро Симоненко — 7,75 % (737 виборців), Олег Ляшко — 7,34 % (698 виборців). Решта кандидатів набрали меншу кількість голосів. Кількість недійсних або зіпсованих бюлетенів — 3,21 %.